# François-Simon Defay-Boutheroue
Pour les articles homonymes, voir Defay.
François-Simon Defay-Boutheroue est un homme politique français né le 13 juillet 1736 à Orléans (Loiret) et décédé le 14 septembre 1820 au même lieu.
Négociant à Orléans, il est député du tiers état aux États généraux de 1789 pour le bailliage d'Orléans.

## Sources
- « François-Simon Defay-Boutheroue », dans Adolphe Robert et Gaston Cougny, Dictionnaire des parlementaires français, Edgar Bourloton, 1889-1891 [détail de l’édition]